# توني لورد
توني لورد (بالإنجليزية: Tony Lord)‏ هو خبير بستنة و‌مصور بريطاني، ولد في 1949.